# Loto du patrimoine
Le loto du patrimoine, commercialisé sous l'appellation « Super Loto Mission Patrimoine », est un jeu de loto créé dans le cadre de la Mission Stéphane Bern par la Française des jeux afin de récolter des fonds destinés à la Fondation du patrimoine pour assurer l'entretien de monuments considérés comme étant en péril, qu'il s'agisse de monuments historiques ou non.
Le premier tirage de ce loto a lieu à l’occasion des Journées européennes du patrimoine, les 15 et 16 septembre 2018. Ce dispositif est adopté grâce à un amendement au projet de loi de finances rectificative pour 2017 adopté en décembre 2017. L'affectation des fonds est déterminée par une convention entre le ministère de la Culture et la Fondation du patrimoine.
Depuis 2019, l'opération se déroule chaque année en deux temps. Le tirage du Loto du Patrimoine a lieu le 14 juillet, pour la Fête nationale. Le jeu de grattage est quant à lui mis en vente pour les Journées européennes du patrimoine.
Les monuments qui peuvent bénéficier de cette ressource sont identifiés dans le cadre de la mission confiée à Stéphane Bern par le président de la République Emmanuel Macron en novembre 2017. Cette mission a permis d'identifier la première année 270 monuments, dont 18 sites « emblématiques » qui ont figuré sur les billets de loto vendus, (cf. liste ci-dessous).

## Historique
En septembre 2017, François de Mazières plaide pour qu'un tirage exceptionnel du loto soit organisé à l’occasion des Journées européennes du patrimoine et que les bénéfices en soient affectés à la préservation du patrimoine par l'entremise du Centre des monuments nationaux ou de la Fondation du patrimoine.
Pour ce faire, lorsqu'il était député de la XIVe législature, il a fait adopter un amendement, dans le cadre de la loi de finances 2015 (amendement soutenu par Patrick Bloche, président de la commission des Affaires culturelles et de l'Éducation à l'Assemblée nationale, membre de la majorité socialiste) pour demander qu'un rapport sur ce tirage exceptionnel soit remis au gouvernement. Le 11 septembre 2015, lors de l'examen du projet de loi Création, architecture et patrimoine, il fait adopter un second amendement sur le même sujet, en prévoyant la gestion des fonds par la Fondation du Patrimoine. Ce rapport conclut à un coût trop élevé de l'opération pour un rendement trop faible et entraîne son abandon. Dans son essai sur Le Grand Gâchis culturel, François de Mazières déplore ces conclusions : « C'est dommage, car la Française des Jeux a toutes les cartes en main pour mettre à profit l’amour que portent les Français à leur patrimoine ».[réf. nécessaire]
Le 17 novembre 2017, la ministre de la Culture, Françoise Nyssen, lors de la présentation de sa stratégie pluriannuelle en faveur du patrimoine, annonce qu'un tirage du loto sera organisé en septembre 2018, avec un jeu de grattage au profit des monuments, lors des Journées du patrimoine. Le journaliste Stéphane Bern a fortement mobilisé pour faire aboutir cette initiative.
La deuxième édition a lieu en septembre 2019. Le loto du patrimoine reçoit un prix Historia, le prix spécial du jury, cette même année.
Le budget pour l'année fiscale 2020 prévoit de supprimer l'exonération fiscale dont bénéficie le loto du patrimoine et d'affecter le produit des taxes au financement du sport et à la sécurité sociale. Cette décision provoque des protestations de Stéphane Bern.

## Listes des projets
Pour chaque année :

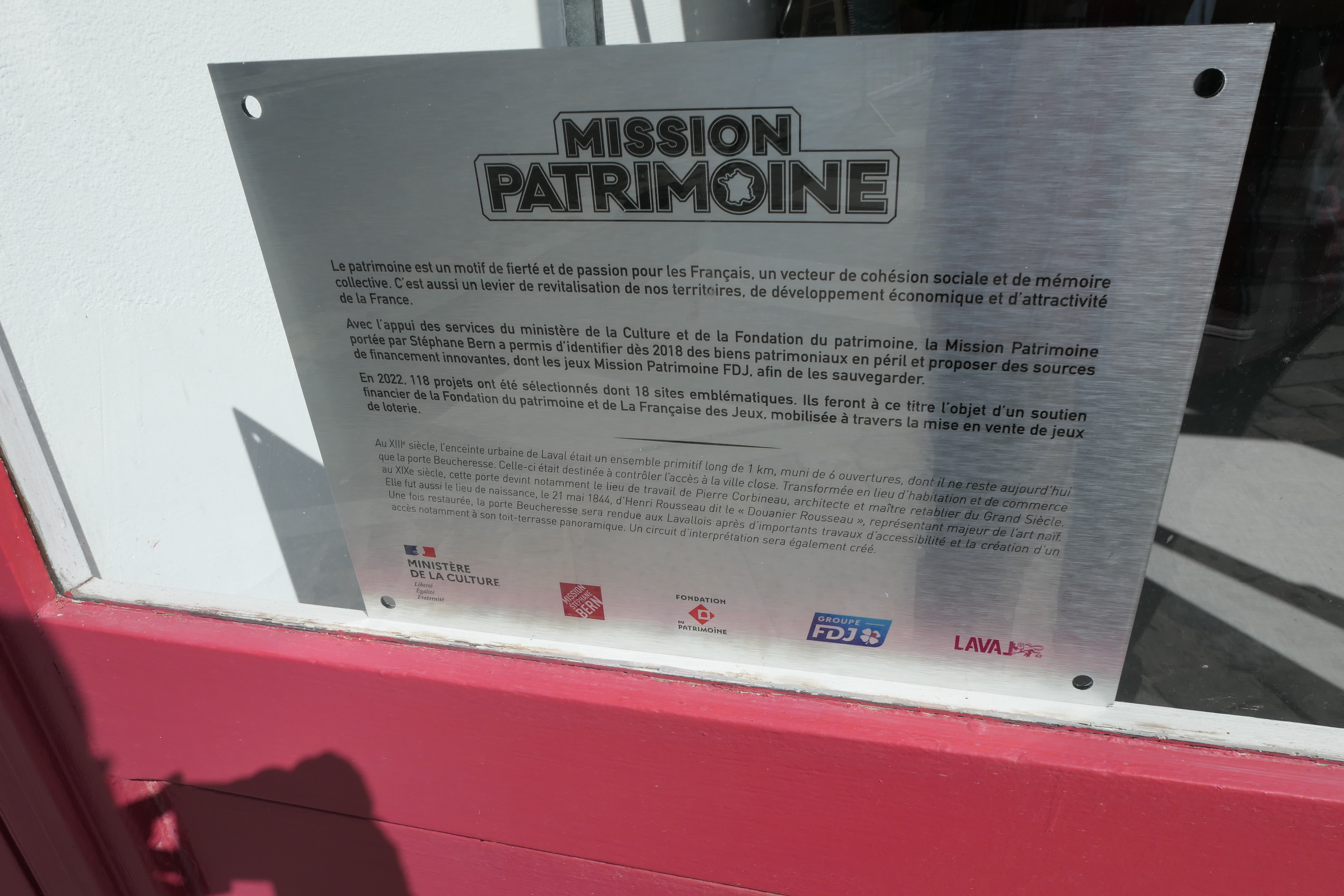
Plaque sur la porte Beucheresse, à Laval, monument retenu en 2022.

- 2018 : liste des sites retenus pour le loto du patrimoine en 2018
- 2019 : liste des sites retenus pour le loto du patrimoine en 2019
- 2020 : liste des sites retenus pour le loto du patrimoine en 2020
- 2021 : liste des sites retenus pour le loto du patrimoine en 2021
- 2022 : liste des sites retenus pour le loto du patrimoine en 2022
- 2023 : liste des sites retenus pour le loto du patrimoine en 2023
- 2024 : liste des sites retenus pour le loto du patrimoine en 2024
- 2025 : liste des sites retenus pour le loto du patrimoine en 2025